# أحمد توماني توري
أحمد توماني توري (بالفرنسية: Amadou Toumani Touré)‏ (ولد في 4 نوفمبر 1948 - 10 نوفمبر 2020). هو سياسي مالي شغل منصب رئيس جمهورية مالي بين 2002 - 2012. انقلب على الحاكم العسكري للبلاد موسى تراوري في 1991م وسلم الحكم للسلطات المدنية في العام الذي تلاه. بعد عشر سنوات، قدّم تقاعده من الجيش ودخل السياسة كمدني وفاز في الانتخابات الرئاسية لعام 2002. بعد اشتداد المعارك شمال البلاد، تعرض لانقلاب في مارس 2012.

## مسيرته
تخرج من الأكاديمية العسكرية بمدينة كاتي من فرقة المظليين التي أصبح قائدها الأول سنة 1984، سطع نجمه بشكل لافت في الجيش المالي قبل أن يشارك في انقلاب عسكري سنة 1991 أطاح بنظام الرئيس موسى تراوري، بعد اندلاع مظاهرات شعبية واسعة سقط فيها عدد من الضحايا المدنيين.
أصبح توماني توري رئيسا «للجنة الانتقالية لخلاص الشعب» التي أشرفت على تنظيم انتخابات تشريعية سنة 1991 وانتخابات رئاسية سنة 1992، فاز بها ألفا عمر كوناري، وانسحب الجيش من الحياة السياسية حولت مالي بسببه إلى نموذج ديمقراطي أفريقي.
لم يبد توري أي اهتمامات سياسية بعد مغادرته للسلطة 1992، حيث أظهر نوعا من الاهتمام بالمجتمع المدني، حيث أسس منظمة لحماية الطفل وكان يشرف على إدارتها بشكل شخصي.

### انتخابات 2002
سنة 2001 تقدم بطلب للحصول على تقاعد سابق لأوانه من الجيش، وحصل عليه في سبتمبر 2001، ليشارك بعد ذلك في الانتخابات الرئاسية سنة 2002 التي فاز بها أمام سوميلا سيس خلال شوط ثاني كان التنافس فيه قويا بينهما.
لم يسبق لتوماني توري أن انتمى أو تزعم أي حزب سياسي، سواء قبل أو بعد وصوله إلى الحكم، كما كانت الحكومات التي قام بتشكيلها خلال السنوات العشر التي قضاها في الحكم تتكون من أغلب الأحزاب السياسية الموجودة في الساحة السياسية المالية.
تم إعادة انتخابه في الشوط الأول من رئاسيات 2007، والتي طعنت المعارضة المالية في نزاهتها متهمة توماني توري باستخدام وسائل الدولة لصالحه في الحملة الانتخابية.

### مبادرة القطن
قام أحمد توماني توري في 11 يوليو 2003 بمبادرة القطن بالمشاركة مع بليز كومباوري، رئيس بوركينا فاسو، التي نشرت في صحيفة نيويورك تايمز. المبادرة من رئيسي دولتين من العالم الثالث يعتمد اقتصادهما لحد كبير على صادراتهما من القطن. وتتهم المبادرة دول العالم المتقدم وخصوصا الولايات المتحدة، بخنق اقتصادات العالم الثالث، في القرنين السابقين، بالمساعدات الزراعية التي تمنحها الدول المتقدمة لمزارعيها وخصوصا مزارعي القطن. ولذلك تطالب المبادرة الدول المتقدمة بوقف الدعم لمزارعيها لمخالفته لبنود منظمة التجارة العالمية. كما تطالب المبادرة الدول المتقدمة بتقديم تعويضات عن الأضرار التي لحقت باقتصادات العالم الثالث على مدى القرنين السابقين. وتحظى مبادرة القطن بمساندة قوية من مجموعة ال77 (بقيادة البرازيل والهند) في مفاوضات جولة الدوحة في منظمة التجارة العالمية. وينبع هذا التأييد من رؤية مجموعة ال77 لتلك المشكلة كنمط متكرر في التعامل بين الشمال والجنوب يجب أن يتغير قبل اسقاط المزيد من العوائق أمام انسياب التجارة العالمية. وهذا يفسر تعثر مفاوضات جولة الدوحة منذ 9 نوفمبر 2001 رغم الاجتماعات المتعاقبة.

### انقلاب 2012
كان توري يعتزم التنحي عن السلطة بعد الانتخابات التي كانت مبرمجة في أبريل 2012. وفي مساء الأربعاء 21 مارس 2012 هاجم جنود متمردون قصر الرئاسة في باماكو، حيث تحول احتجاج عناصر من الجيش بشأن أسلوب الحكومة في معالجة تمرد الطوارق في شمال البلاد تحول إلى انقلاب شامل.

## روابط خارجية
- أحمد توماني توري على موقع الموسوعة البريطانية (الإنجليزية)
- أحمد توماني توري على موقع مونزينجر (الألمانية)
- أحمد توماني توري على موقع إن إن دي بي (الإنجليزية)

| المناصب السياسية     | المناصب السياسية    | المناصب السياسية                                                     |
| -------------------- | ------------------- | -------------------------------------------------------------------- |
| سبقه موسى تراوري     | رئيس مالي 1991–1992 | تبعه ألفا عمر كوناري                                                 |
| سبقه ألفا عمر كوناري | رئيس مالي 2002–2012 | تبعه أحمد سانوغو كرئيس للجنة الوطنية لاستعادة الديمقراطية ودولة مالي |